# Issei Yoshimi
Issei Yoshimi (japanisch 吉見 一星 Yoshimi Issei; * 16. Juni 1982 in der Präfektur Yamagata) ist ein ehemaliger japanischer Fußballspieler.

## Karriere
Yoshimi erlernte das Fußballspielen in der Schulmannschaft der Yamagata Chuo High School. Seinen ersten Vertrag unterschrieb er 2001 bei den Montedio Yamagata. Der Verein spielte in der zweithöchsten Liga des Landes, der J2 League. Für den Verein absolvierte er zwei Ligaspiele. 2003 wechselte er zum Drittligisten Sagawa Printing. Für den Verein absolvierte er 22 Ligaspiele. Ende 2003 beendete er seine Karriere als Fußballspieler.